# Mercato fisico
I mercati fisici sono mercati azionari dove esiste un luogo fisico in cui avvengono le contrattazioni dei titoli quotati. Sono quelli che comunemente vengono chiamati Borsa alle grida.
I mercati fisici dopo la rivoluzione informatica sono del tutto scomparsi; ad esempio in Italia si è passati dagli scambi dalla contrattazione gridata al mercato telematico tra il 1992 e il 1994. Negli anni seguenti proseguì anche il processo di dematerializzazione, al termine del quale gli scambi di titoli si ridussero a semplici operazioni contabili tra le posizioni aperte dei contraenti presso una società depositaria, ruolo che nella regolamentazione italiana è svolto da Monte Titoli.